# Cave Springs (Arkansas)
Pour l’article homonyme, voir Cave Springs Cowboy Camp.
Cave Springs est une municipalité du comté de Benton, dans l’État de l’Arkansas aux États-Unis.

## Démographie
| 1930 | 1940 | 1950 | 1960 | 1970 | 1980 |
| ---- | ---- | ---- | ---- | ---- | ---- |
| 192  | 285  | 267  | 281  | 469  | 429  |

| 1990 | 2000  | 2010  | - | - | - |
| ---- | ----- | ----- | - | - | - |
| 465  | 1 103 | 1 729 | - | - | - |